# راؤول اكوستا
راؤول اكوستا (بالإنجليزية: Raúl Acosta)‏ هو دراج كولومبي سابق.

## روابط خارجية
- راؤول اكوستا على موقع أرشيف الدراجات (الإنجليزية)